# Galactica
Galactica (w latach 2002–2015: Air) – stalowa kolejka górska firmy Bolliger & Mabillard zbudowana w strefie Forbidden Valley, w parku rozrywki Alton Towers w Wielkiej Brytanii. Pierwszy egzemplarz kolejki typu Flying Coaster (tj. z pasażerami poruszającymi się w pozycji leżącej) w wykonaniu B&M. Kolejka wyposażona jest w podwójną stację umożliwiającą obsługę trzech pociągów naraz.

## Historia

### Air
Pierwsze pomysły na budowę w parku Alton Towers roller coastera z pasażerami poruszającymi się w pozycji leżącej pojawiły się już na początku lat 90. XX wieku, lecz ich realizacja nie była możliwa ze względu na brak dostępnej technologii.
Park Alton Towers wstępnie planował otwarcie nowej kolejki już w 1998 roku, lecz jej projekt opracowywany pod kryptonimem Secret Weapon 5 (SW5) stał się zbyt skomplikowany i realizacja inwestycji musiała zostać odłożona w czasie. Zamiast kolejki typu Flying Coaster park otworzył w 1998 roku roller coaster typu Dive Coaster pod nazwą Oblivion. W tym samym czasie rozpoczęto przygotowanie miejsca pod nowy roller coaster usuwając atrakcję New Beast.
W przerwie między sezonami 2000 i 2001 ruszyły pierwsze prace konstrukcyjne.
Pod koniec lipca 2001 roku gotowa była już większość fundamentów pod podpory kolejki, a w połowie sierpnia na plac budowy dotarły pierwsze elementy toru. W grudniu 2001 roku tor kolejki był już w całości zainstalowany.
10 grudnia 2001 roku projektant kolejki, John Wardley, podał informację, że roller coaster przeszedł pomyślnie wszystkie testy.
Ostatecznie kolejka została otwarta w 2002 roku pod nazwą Air.

### Galactica
W czerwcu 2015 roku park zgłosił plany modyfikacji otoczenia stacji kolejki przez dodanie m.in. nowej budki umożliwiającej zakup zdjęć z przejazdu roller coasterem, przebudowę budynku stacji i instalację nowych elementów dekoracyjnych. Przebudowa budynku stacji miała też wiązać się z rozszerzeniem funkcji sklepu z pamiątkami Air Shop o restaurację.
12 stycznia 2016 roku park Alton Towers ogłosił, że kolejka Air zostanie poddana zmianie tematyzacji i otrzyma nową nazwę – Galactica. W ramach nowej tematyzacji kolejka wyposażona została w gogle do rzeczywistości wirtualnej umożliwiające prezentowanie pasażerom kolejki specjalnie przygotowanego przez firmę Figment Productions filmu.
Pod koniec lutego 2016 roku park ogłosił, że kolejka w nowym wystroju zostanie otwarta 24 marca 2016 roku.

## Opis przejazdu
Pasażerowie zajmują miejsca w pociągu w pozycji siedzącej, po czym, po zamknięciu zabezpieczeń, wagony zostają pochylone do pozycji leżącej na brzuchu. Pociąg opuszcza stację, zostaje wciągnięty na szczyt pierwszego wzniesienia, z którego zjeżdża po łuku o 180° w prawo. Następnie pokonuje pierwszą inwersję – fly-to-lie – która odwraca pasażerów na plecy. W pozycji tej pociąg pokonuje łuk o nieco ponad 180° w lewo, po czym znów zostaje odwrócony do pozycji leżącej na brzuchu, przejeżdża przez niewielki wąwóz, skręca o 180° w prawo, wykonuje beczkę, przejeżdża przez kilka łagodnych wzniesień i łuków, spiralę w lewo, lekki łuk w prawo, po czym zostaje wyhamowany i wraca na stację. 

## Tematyzacja
Pierwotnym motywem przewodnim nowej kolejki, znanej jeszcze pod nazwą Air, była oaza kontrastująca minimalistycznym wystrojem z resztą strefy Forbidden Valley. Skromny wystrój miał skupiać uwagę na wyzwalającym poczuciu lotu prototypowym rodzajem roller coastera.
Od sezonu 2016, w związku ze zmianą tematyzacji i nazwy, motywem przewodnim jest lot statkiem kosmicznym, który pasażerowie oglądają za pomocą gogli VR. Korzystanie z wirtualnej rzeczywistości podczas przejazdu jest dobrowolne. Częścią nowej tematyki kolejki jest strona internetowa poświęcona fikcyjnemu biuru podróży Galactica umożliwiającemu "rezerwację lotu".

## Miejsce w rankingach
| Golden Ticket Awards – Top 50 stalowych kolejek górskich | Golden Ticket Awards – Top 50 stalowych kolejek górskich | Golden Ticket Awards – Top 50 stalowych kolejek górskich | Golden Ticket Awards – Top 50 stalowych kolejek górskich | Golden Ticket Awards – Top 50 stalowych kolejek górskich | Golden Ticket Awards – Top 50 stalowych kolejek górskich | Golden Ticket Awards – Top 50 stalowych kolejek górskich | Golden Ticket Awards – Top 50 stalowych kolejek górskich | Golden Ticket Awards – Top 50 stalowych kolejek górskich | Golden Ticket Awards – Top 50 stalowych kolejek górskich | Golden Ticket Awards – Top 50 stalowych kolejek górskich | Golden Ticket Awards – Top 50 stalowych kolejek górskich | Golden Ticket Awards – Top 50 stalowych kolejek górskich | Golden Ticket Awards – Top 50 stalowych kolejek górskich | Golden Ticket Awards – Top 50 stalowych kolejek górskich | Golden Ticket Awards – Top 50 stalowych kolejek górskich | Golden Ticket Awards – Top 50 stalowych kolejek górskich | Golden Ticket Awards – Top 50 stalowych kolejek górskich | Golden Ticket Awards – Top 50 stalowych kolejek górskich | Golden Ticket Awards – Top 50 stalowych kolejek górskich | Golden Ticket Awards – Top 50 stalowych kolejek górskich | Golden Ticket Awards – Top 50 stalowych kolejek górskich |
| -------------------------------------------------------- | -------------------------------------------------------- | -------------------------------------------------------- | -------------------------------------------------------- | -------------------------------------------------------- | -------------------------------------------------------- | -------------------------------------------------------- | -------------------------------------------------------- | -------------------------------------------------------- | -------------------------------------------------------- | -------------------------------------------------------- | -------------------------------------------------------- | -------------------------------------------------------- | -------------------------------------------------------- | -------------------------------------------------------- | -------------------------------------------------------- | -------------------------------------------------------- | -------------------------------------------------------- | -------------------------------------------------------- | -------------------------------------------------------- | -------------------------------------------------------- | -------------------------------------------------------- |
| 2002                                                     | 2003                                                     | 2004                                                     | 2005                                                     | 2006                                                     | 2007                                                     | 2008                                                     | 2009                                                     | 2010                                                     | 2011                                                     | 2012                                                     | 2013                                                     | 2014                                                     | 2015                                                     | 2016                                                     | 2017                                                     | 2018                                                     | 2019                                                     | 2020                                                     | 2021                                                     | 2022                                                     | 2023                                                     |
| –                                                        | 24                                                       | 34                                                       | 36                                                       | 49                                                       | –                                                        | –                                                        | –                                                        | –                                                        | –                                                        | –                                                        | –                                                        | –                                                        | 38                                                       | –                                                        | –                                                        | –                                                        | –                                                        | ×                                                        | –                                                        | –                                                        | –                                                        |

## Galeria

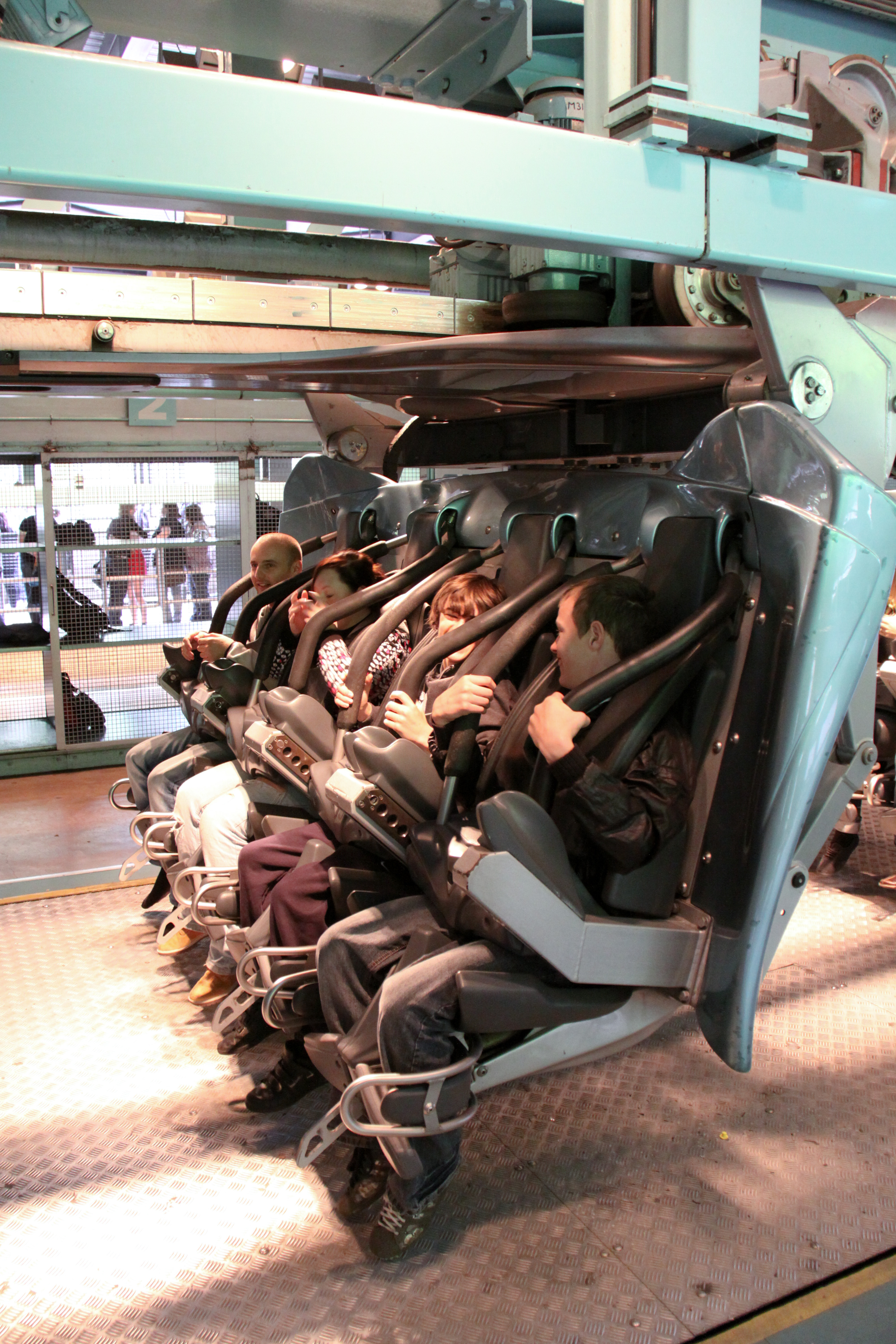
Pasażerowie zajmują miejsca w pozycji siedzącej.
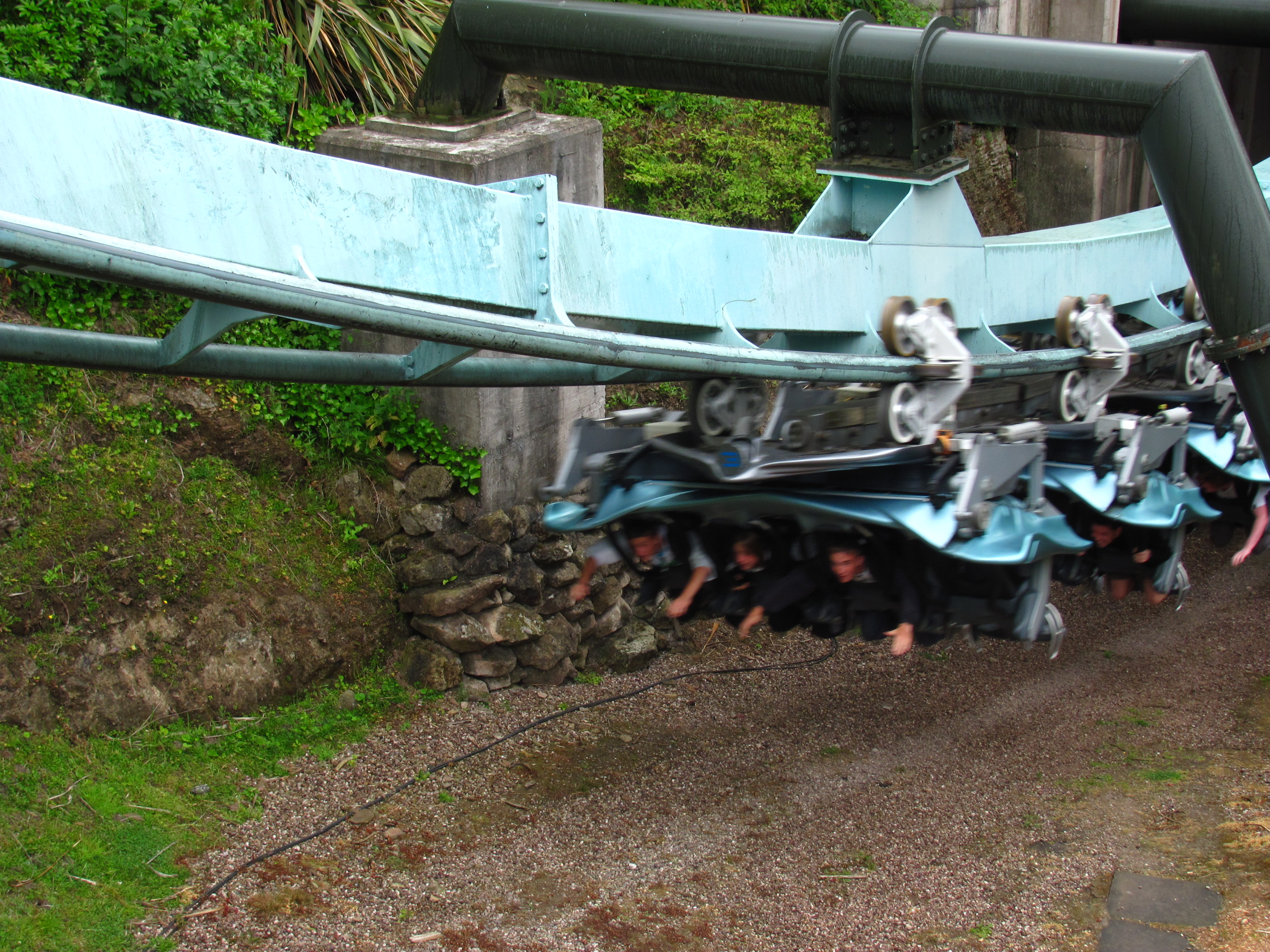
Pasażerowie w pozycji na brzuchu.
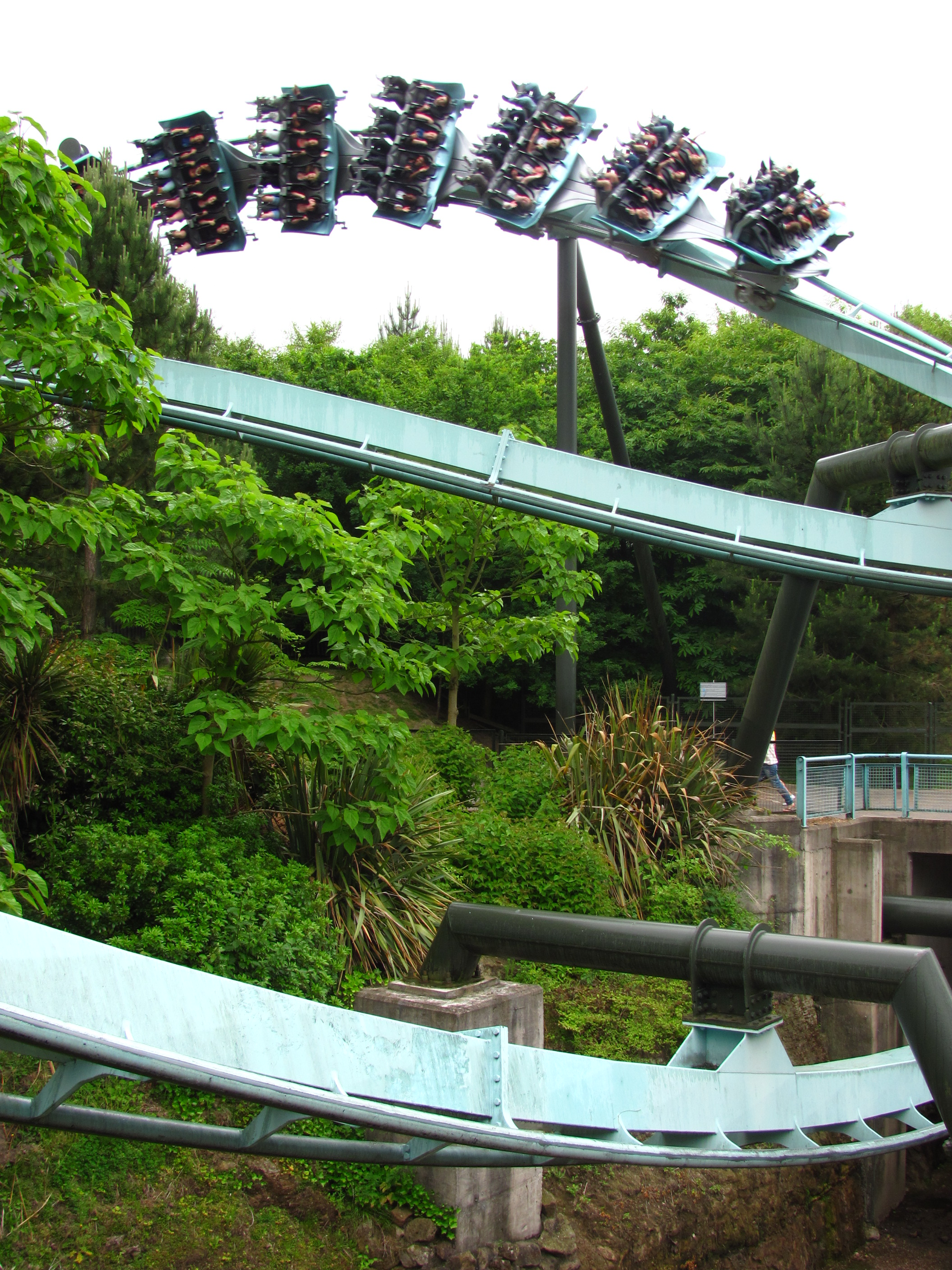
Pociąg zmienia pozycję na elemencie fly-to-lie.
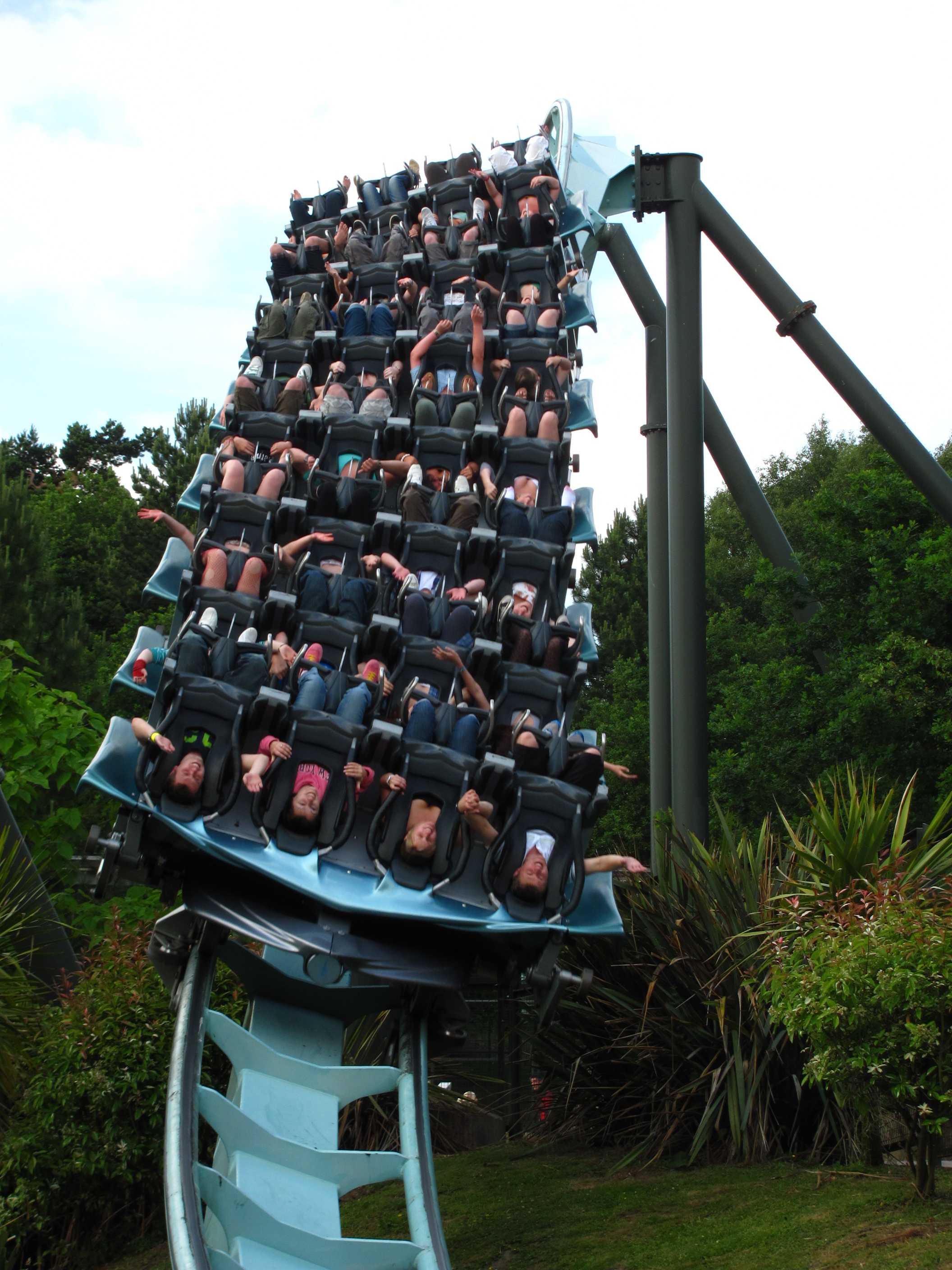
Pasażerowie w pozycji na plecach.
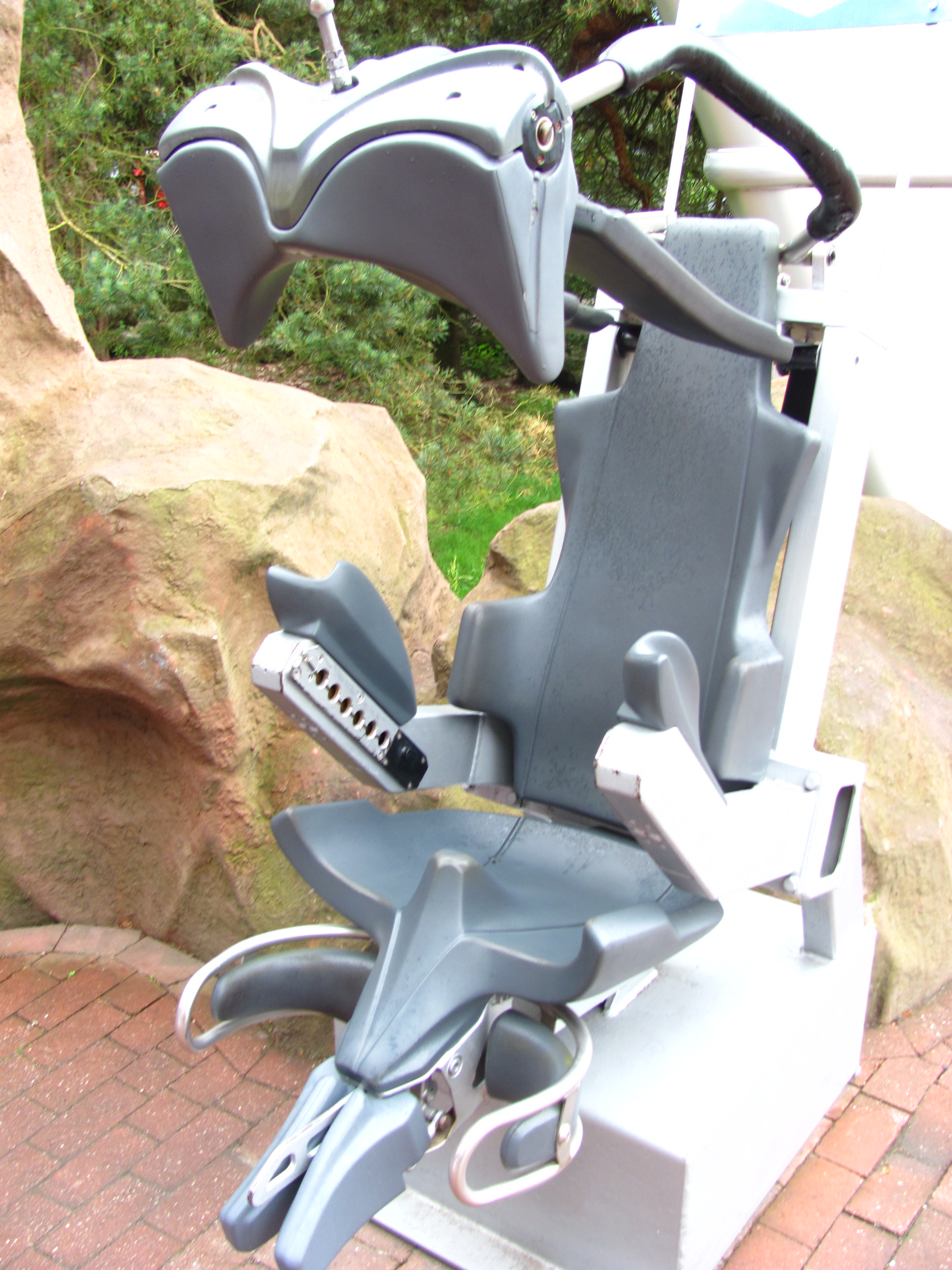
Fotel testowy.